# Élections locales britanniques de 1978 à Londres
Les élections locales britanniques de 1978 ont lieu le 4 mai 1978 en Angleterre. À Londres, 1 908 conseillers d'arrondissement sont à élire.

## Résultats

### Global
| Parti | Parti                 | Votes     | Votes | Votes | Conseils | Conseils | Sièges | Sièges |
| Parti | Parti                 | Voix      | %     | +/-   | Élus     | +/-      | Élus   | +/-    |
| ----- | --------------------- | --------- | ----- | ----- | -------- | -------- | ------ | ------ |
|       | Parti conservateur    | 1 037 894 | 48,7  | +7,9  | 17       | +4       | 960    | +247   |
|       | Parti travailliste    | 833 526   | 39,1  | -2,8  | 14       | -4       | 882    | -208   |
|       | Parti libéral         | 150 298   | 7,1   | -6,0  | 0        | =        | 30     | +3     |
|       | Autres                | 108 144   | 5,1   | +0,9  | 0        | =        | 36     | -1     |
|       | Conseil sans majorité |           |       |       | 1        | =        |        |        |
| Total | Total                 |           |       |       | 32       | 32       | 1 908  | 1 908  |

### Par arrondissement

Résultats à Londres.

| Conseil                | Majorité sortante | Majorité sortante | Majorité élue | Majorité élue |
| ---------------------- | ----------------- | ----------------- | ------------- | ------------- |
| Barking                |                   | Travailliste      |               | Travailliste  |
| Barnet                 |                   | Conservateur      |               | Conservateur  |
| Bexley                 |                   | Conservateur      |               | Conservateur  |
| Brent                  |                   | Travailliste      |               | Travailliste  |
| Bromley                |                   | Conservateur      |               | Conservateur  |
| Camden                 |                   | Travailliste      |               | Travailliste  |
| Croydon                |                   | Conservateur      |               | Conservateur  |
| Ealing                 |                   | Travailliste      |               | Conservateur  |
| Enfield                |                   | Conservateur      |               | Conservateur  |
| Greenwich              |                   | Travailliste      |               | Travailliste  |
| Hackney                |                   | Travailliste      |               | Travailliste  |
| Hammersmith            |                   | Travailliste      |               | Sans majorité |
| Haringey               |                   | Travailliste      |               | Travailliste  |
| Harrow                 |                   | Conservateur      |               | Conservateur  |
| Havering               |                   | Sans majorité     |               | Conservateur  |
| Hillingdon             |                   | Travailliste      |               | Conservateur  |
| Hounslow               |                   | Travailliste      |               | Travailliste  |
| Islington              |                   | Travailliste      |               | Travailliste  |
| Kensington and Chelsea |                   | Conservateur      |               | Conservateur  |
| Kingston upon Thames   |                   | Conservateur      |               | Conservateur  |
| Lambeth                |                   | Travailliste      |               | Travailliste  |
| Lewisham               |                   | Travailliste      |               | Travailliste  |
| Merton                 |                   | Conservateur      |               | Conservateur  |
| Newham                 |                   | Travailliste      |               | Travailliste  |
| Redbridge              |                   | Conservateur      |               | Conservateur  |
| Richmond upon Thames   |                   | Conservateur      |               | Conservateur  |
| Southwark              |                   | Travailliste      |               | Travailliste  |
| Sutton                 |                   | Conservateur      |               | Conservateur  |
| Tower Hamlets          |                   | Travailliste      |               | Travailliste  |
| Waltham Forest         |                   | Travailliste      |               | Travailliste  |
| Wandsworth             |                   | Travailliste      |               | Conservateur  |
| Westminster            |                   | Conservateur      |               | Conservateur  |